# Восстание в Чечне (1722)
Восстание 1722 года в Чечне произошло по причине отказа части чеченцев и эндирейцев присягнуть на верность России. Недовольство горцев было вызвано теми же причинами, что и предыдущее восстание 1708 года — дискриминацией горцев, большими пошлинами и коррупцией администрации Терского города. Не имея стимулов к торговле, горцы создавали вооружённые отряды и совершали набеги на Терки.

## Ход восстания
Реакция российской стороны была предсказуема, поэтому горцы подготовились к карательному рейду русских войск. Так, жители села Эндери (в котором тогда было 3 тысячи дворов) сделали в своём селе засеки, а семьи отправили в горы.
В июле 1722 года в Чечню прибыл конный корпус под командованием бригадира Ветерани. Корпус состоял из трёх драгунских полков численностью 2 тысячи человек и 400 казаков. Когда корпус вошёл в ущелье близ Эндери, он был окружён чеченцами и эндирейцами, общая численность которых составляла, по некоторым оценкам, 5-6 тысяч человек. Корпус, застигнутый врасплох, не мог оказать серьёзного сопротивления. Подполковник Наумов со своим отрядом вошёл в Эндери и полностью его уничтожил. Согласно царским документам, в бою погибли около 80 драгун.
По приказу Петра I 4 августа того же года российской стороной была предпринята новая карательная экспедиция. В её состав входили русские войска под командованием поручика Кудрявцева и отряд калмыцкого князя Аюка-хана, составлявший 3700 человек.
Согласно русским источникам:
Калмыки действительно в том же августе произвели опустошения эндирейцам, — и, простирая оное, по обыкновению, далее пределов, отбили баранов, быков и лошадей не только у эндирейского владельца Чопала Чопалова, но и у аксайского султана Магмута, людей приверженных России.
Второй рейд привёл к поражению восставших, которые были вынуждены признать своё российское подданство. Им было разрешено вернуться в село Эндери, но запрещалось возводить укрепления близ него. Аюка-хан, проявивший усердие в подавлении восстания, в дополнение к 10 тысячам рублей, пожалованных ему при организации похода, по окончании рейда получил ещё столько же в качестве вознаграждения за труды. После этих событий калмыки часто использовались для охраны русских поселений и укреплений в регионе и карательных рейдов вглубь Чечни и Дагестана.